# 庫里馬納區
庫里馬納區（西班牙語：Distrito de Curimaná），是秘魯的一個區，位於該國東部烏卡亞利大區的帕德雷阿巴德省，始建於1961年11月13日，面積4,663.66平方公里，海拔高度287米，2005年人口22,933，人口密度每平方公里4.9人。